# Rádio Difusora do Amazonas
Rádio Difusora do Amazonas é uma emissora de rádio brasileira sediada em Manaus, capital do estado do Amazonas. Opera no dial FM, na frequência 96.9 MHz e em Ondas Tropicais de 4805 kHz, e é afiliada a Super Rádio Tupi e a Rádio Gaúcha. Pertence a Rede de Rádio Difusora do Amazonas (RDA). Foi fundada em 24 de novembro de 1948.

## História
A Rádio Difusora do Amazonas, antigamente com o nome de razão social Rádio Rio Negro Ltda, foi criada no dia 24 de novembro de 1948 pelo Deputado Josué Cláudio de Souza, eleito o primeiro prefeito de Manaus que começou na frequência 4805 kHz nas Ondas Tropicais com uma festa que ocorreu no seu antigo auditório e sede na Rua Joaquim Sarmento, no Centro de Manaus. As ondas do rádio tornaram inconfundível para os amazonenses, ganhou um tom especial de emoção, anunciando: “Está no ar a Rádio Difusora do Amazonas, estação ZYS-8, a mais poderosa da planície e a mais querida de Manaus, operando na frequência de 4.805 kilociclos, ondasintermediárias de 62,40 metros”. Josué Cláudio de Souza, o legendário fundador e diretor da Rádio Difusora do Amazonas, chegou a Manaus a bordo de um Catalina da Panair do Brasil, no dia 31 de dezembro de 1942.
Em 1968, mudou sua sede para o outro lado da Rua Joaquim Sarmento, onde nesse momento começou a ligar seus transmissores nas frequências de 96.9 FM, 1180 kHz no Rádio AM e como continua desde a criação da Difusora nos dias atuais nas Ondas Tropicais de 4805 kHz. Na de 4805 kHz é ouvida em quase todo território nacional principalmente em cidades riberinhas , sítios , fazendas , e em até alguns países , possuindo assim muitos ouvintes de todas as idades e lugares . Em 1968, renomeou a razão social para Rádio Difusora do Amazonas Ltda. Essa é a emissora de rádio mais antiga do Amazonas, por fazer 68 anos. Em 2016, a Assembleia Legislativa do Amazonas declarou a Difusora do Amazonas como Patrimônio Cultural Imaterial.
Em 17 de março de 2017, a emissora inaugurou a frequência FM 93.7 MHz, estação migrante da frequência AM. Em caráter experimental, transmite somente músicas.